# Saint-Céré
 Saint-Céré  (en occitano Sant Seren) es una población y comuna francesa, situada en la región de Mediodía-Pirineos, departamento de Lot, en el distrito de Figeac y cantón de Saint-Céré.

## Demografía
| 3531 | 3926 | 4089 | 4056 | 3760 | 3515 |
| Para los censos de 1962 a 1999 la población legal corresponde a la población sin duplicidades (Fuente: INSEE [Consultar]) |      |      |      |      |      |

## Personalidades
- Charles Bourseul, inventor (uno de los pioneros del teléfono)

- Datos: Q637612
- Multimedia: Saint-Céré / Q637612